# Diosvelis Guerra
Diosvelis Alejandro Guerra Santiesteban (San Antonio de los Baños, 21 maggio 1989) è un calciatore cubano, portiere del Ciego de Àvila e della Nazionale cubana.

## Carriera

### Club
Artemisa FC.

### Nazionale
Ha esordito in Nazionale nel 2014.